# Jesper Nøddesbo
Jesper Brian Nøddesbo (ur. 23 października 1980 w Herning) – duński piłkarz ręczny, reprezentant kraju. Gra na pozycji obrotowego. Obecnie występuje w duńskim Bjerringbro-Silkeborg. Mistrz Europy 2008 i Mistrz olimpijski 2016.

## Sukcesy
- 2005: puchar Danii
- 2005, 2006: mistrzostwo Danii
- 2006: brązowy medal mistrzostw Europy
- 2007: brązowy medal mistrzostw Świata
- 2008: mistrzostwo Europy
- 2008, 2009: superpuchar Hiszpanii
- 2009, 2010: puchar Króla
- 2008, 2009, 2010: wicemistrzostwo Hiszpanii
- 2010: puchar ASOBAL
- 2010: finalista Ligi Mistrzów
- 2011: mistrzostwo Hiszpanii
- 2014: brązowy medal Ligi Mistrzów
- 2015: Liga Mistrzów
- 2016: złoty medal Igrzysk Olimpijskich w Rio de Janeiro